# Kanton Niort-Ouest
Kanton Niort-Ouest (fr. Canton de Niort-Ouest) je francouzský kanton v departementu Deux-Sèvres v regionu Poitou-Charentes. Skládá se ze tří obcí.

## Obce kantonu
- Coulon
- Magné
- Niort (západní část)